# Devjat dnej odnogo goda
Devjat dnej odnogo goda (russisk: Девять дней одного года) er en sovjetisk spillefilm fra 1962 af Mikhail Romm.

## Medvirkende
- Aleksej Batalov som Dmitrij Gusev
- Innokentij Smoktunovskij som Ilja Kulikov
- Tatjana Lavrova som Ljolja
- Nikolaj Plotnikov som Sintsov
- Sergej Blinnikov som Paul D. Butov